# 東加軍事
東加國防軍（Tonga Defense Services；TDS）是一支由450名士兵組成的東加王國武裝部隊。他由3個作戰指揮單位、兩個勤務支援單位（後勤部隊、訓練小組）組成，與另外約310名警察單位形成國家防衛力量。該部隊的任務是協助維持治安，巡邏沿海水域的捕魚區，並參與公民活動和國家的發展等項目。其總部設在首都努瓜婁發（Nukualofa）。

## 概要
湯加國防軍（TDS）在1939年的二次世界大戰時便存在，二次大戰結束後，TDS被解散。到了1943年、紐西蘭協助東加培訓兩個特遣隊約2000人，在所羅門群島活動，直到1946年TDS被重新整編。此外，紐西蘭和美國的軍隊駐紮在東加，作為一個軍事運輸的中轉站。
近年來，TDS參予聯合國在所羅門群島的維和行動，並參加了美國在伊拉克的行動和參與湯加火山。

## 組織

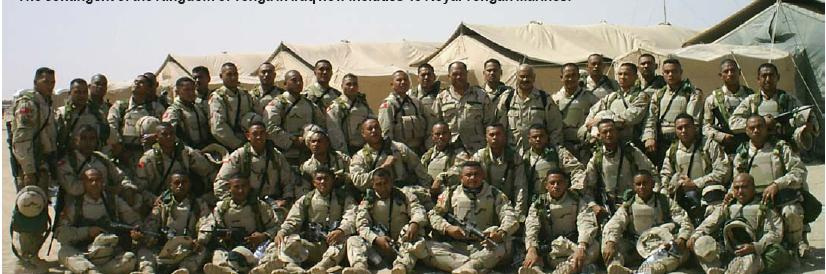
東加軍在伊拉克(2004)

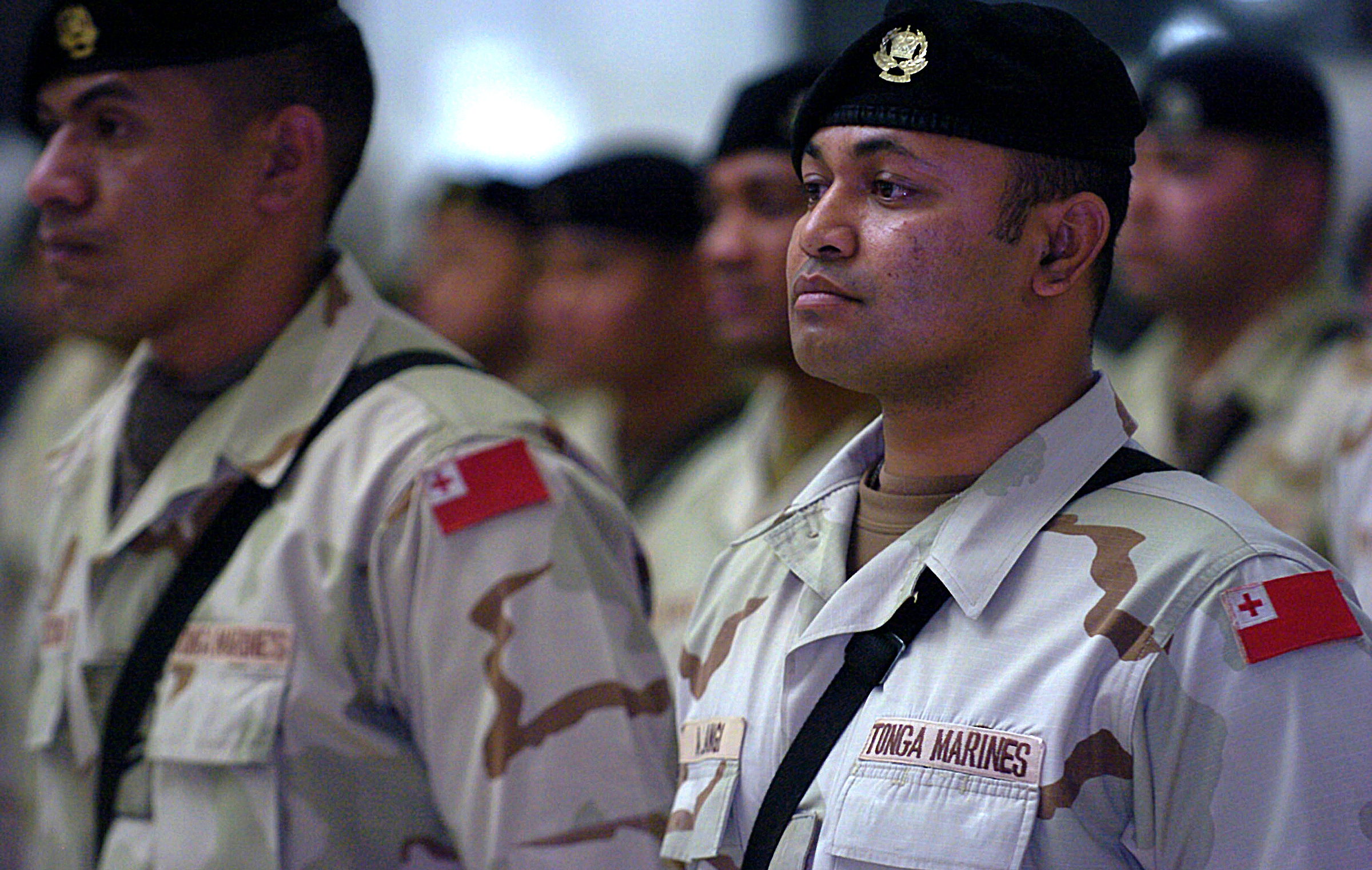
東加王國的軍便服

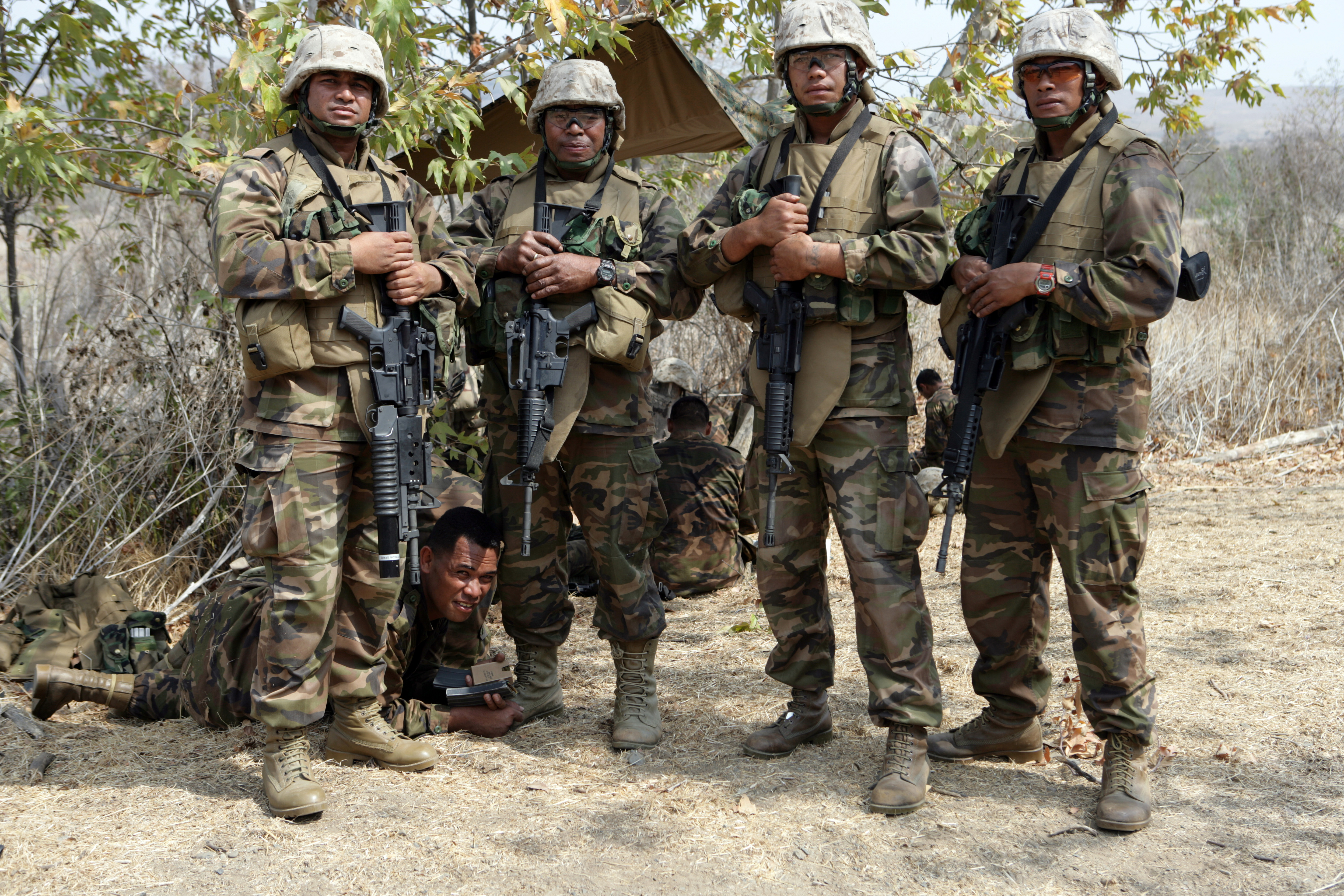
東加軍於美國代訓

國防軍（TDS）的戰略指揮單位為聯合作戰司令部，國防軍包含正規部隊、國民兵及後備部隊。其中正規部隊由陸軍、TDS支援部隊、海軍三部份組成。另外，國民兵及後備部隊由司令部直接管轄。

### 編制
- 東加陸軍
- 東加皇家衛隊
  - 皇家軍樂團（ROCOM）
  - 鄉村發展單位（RDU）
- 海上部隊
  - 東加皇家海軍陸戰隊（維和部隊）

## 海上部隊
兵力約50人、6艘船隻。
- Neiafu 號 (P201) - 太平洋級巡哨艇（英语：Pacific-class patrol boat）
- Pangai 號 (P202) - 太平洋級巡哨艇（英语：Pacific-class patrol boat）
- Savea 號 (P203) - 太平洋級巡哨艇（英语：Pacific-class patrol boat）
- Lomipeau 號 (A301) - 沿海油輪
- Late 號 (C315) - LCM-8兩棲登陸艇（英语：LCM-8） type, logistic barge
- Titilupe 號  - 皇家遊艇
- 部分太平洋級巡哨艇（英语：Pacific Patrol Boat Program）由澳大利亞提供。

### 海軍航空器
- 山毛櫸G18S - 1架
- Citabria 輕航機（英语：American Champion Citabria） - 1架

## 註與文獻
1. ↑  Susman, Tina. . 洛杉磯時報. December 5, 2008  [2008-12-05]. （原始内容存档于2011-08-11） （英语）.

## 外部連結
- 東加國防部首頁
- 美國中央情報局世界概況